# Littoral du Dorset et de l'est du Devon
Le littoral du Dorset et de l'est du Devon (surnommé la Côte jurassique) est une région côtière du sud de l'Angleterre délimitée à l'ouest par le point Orcombe près d'Exmouth dans le Devon et à l'est par les Old Harry Rocks près de Swanage dans le Dorset. Cette côte mesure 153 km de long et est constituée principalement de falaises présentant un éventail de sites géologiques couvrant la plus grande partie du Mésozoïque.
Le site est inscrit au patrimoine mondial de l'UNESCO depuis 2001 ; c'est le second site au Royaume-Uni inscrit dans la catégorie des sites naturels. L'ensemble de la côte est parcouru par une partie du South West Coast Path, chemin de randonnée bordant les côtes de la région Angleterre du Sud-Ouest.
Le nom officiel de ce site en anglais est Dorset and East Devon Coast mais l'appellation Jurassic Coast (« côte jurassique ») est plus fréquemment utilisée.

## Géologie

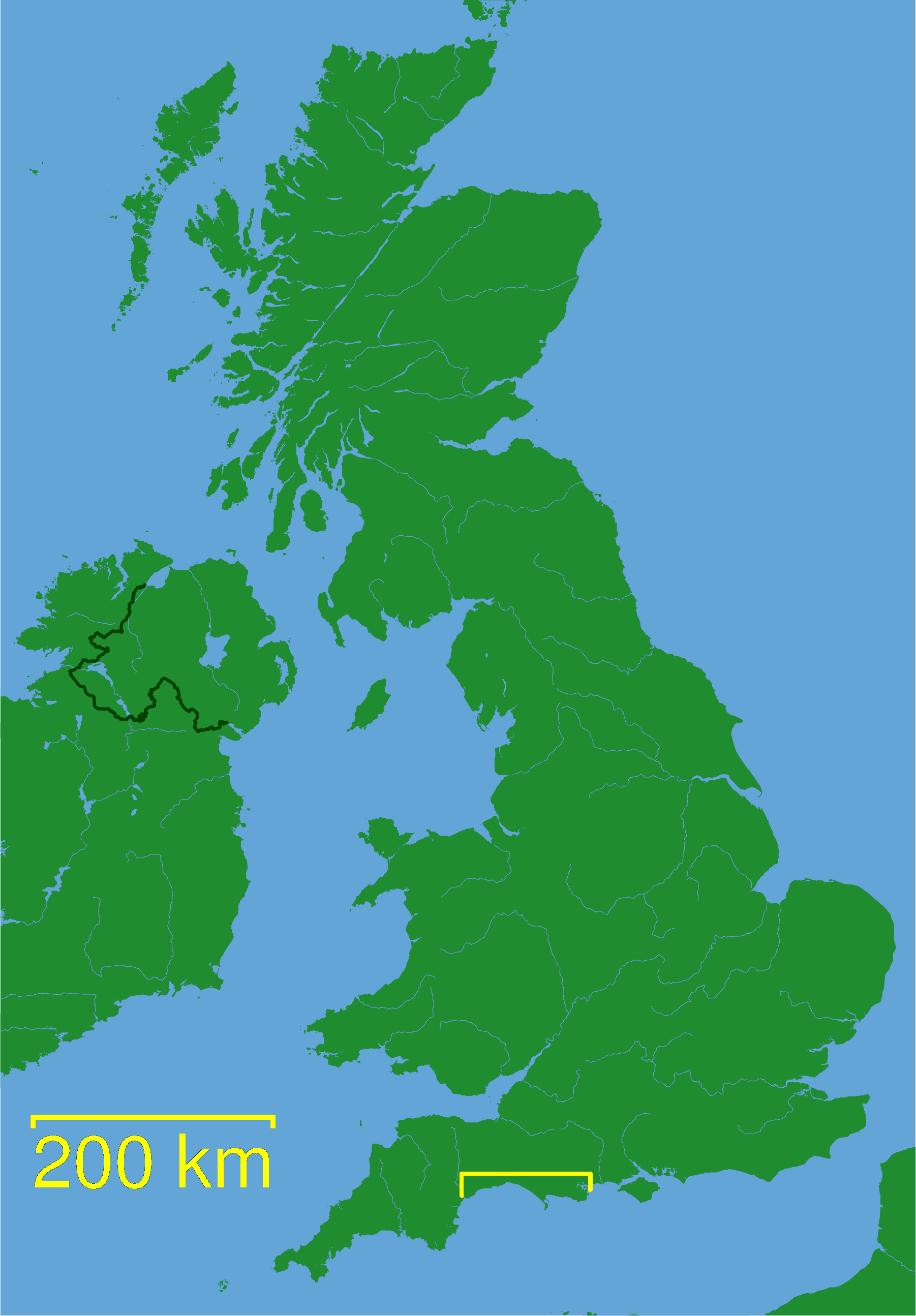
Localisation sur la carte du Royaume-Uni.

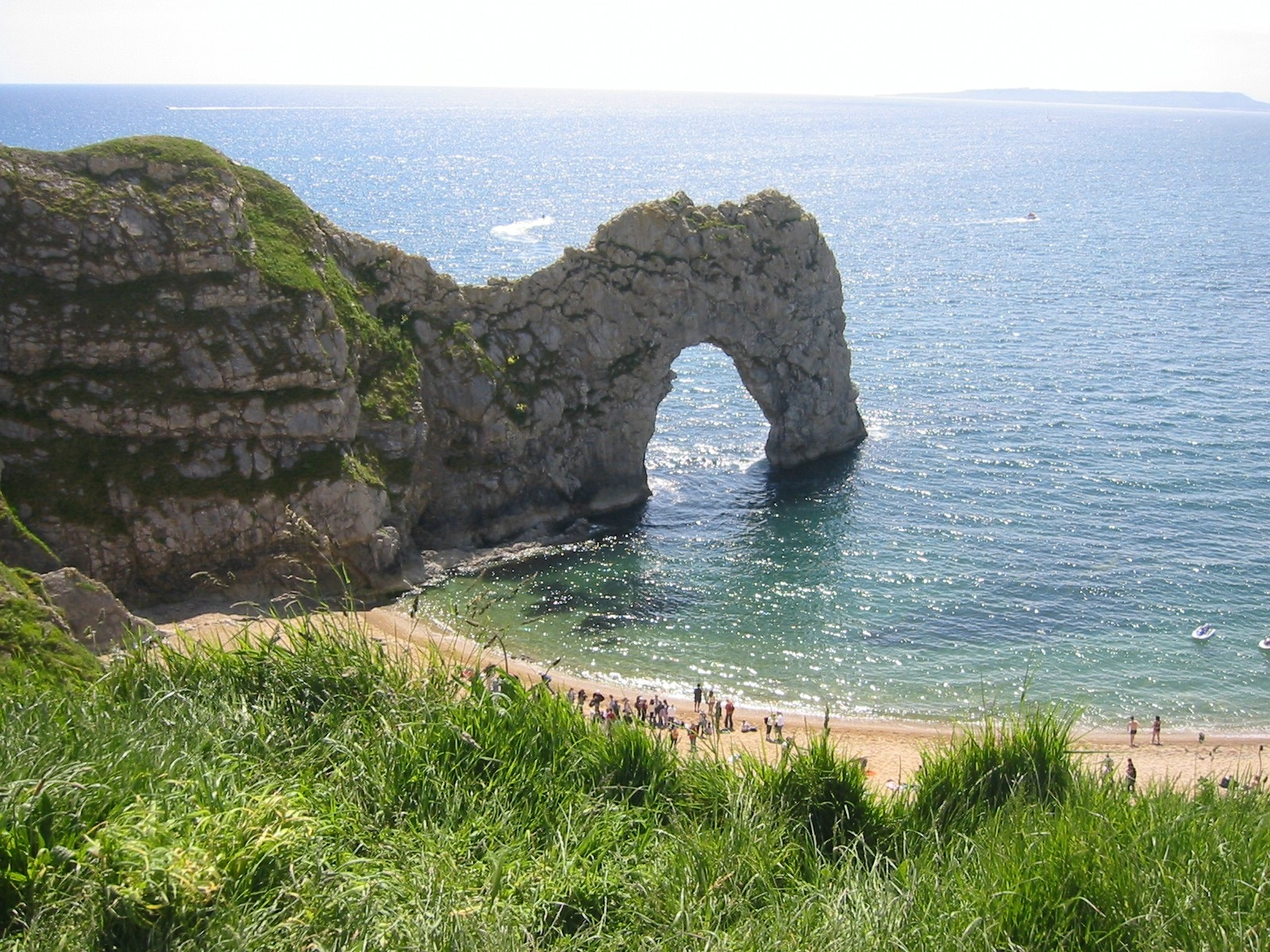
Durdle Door.

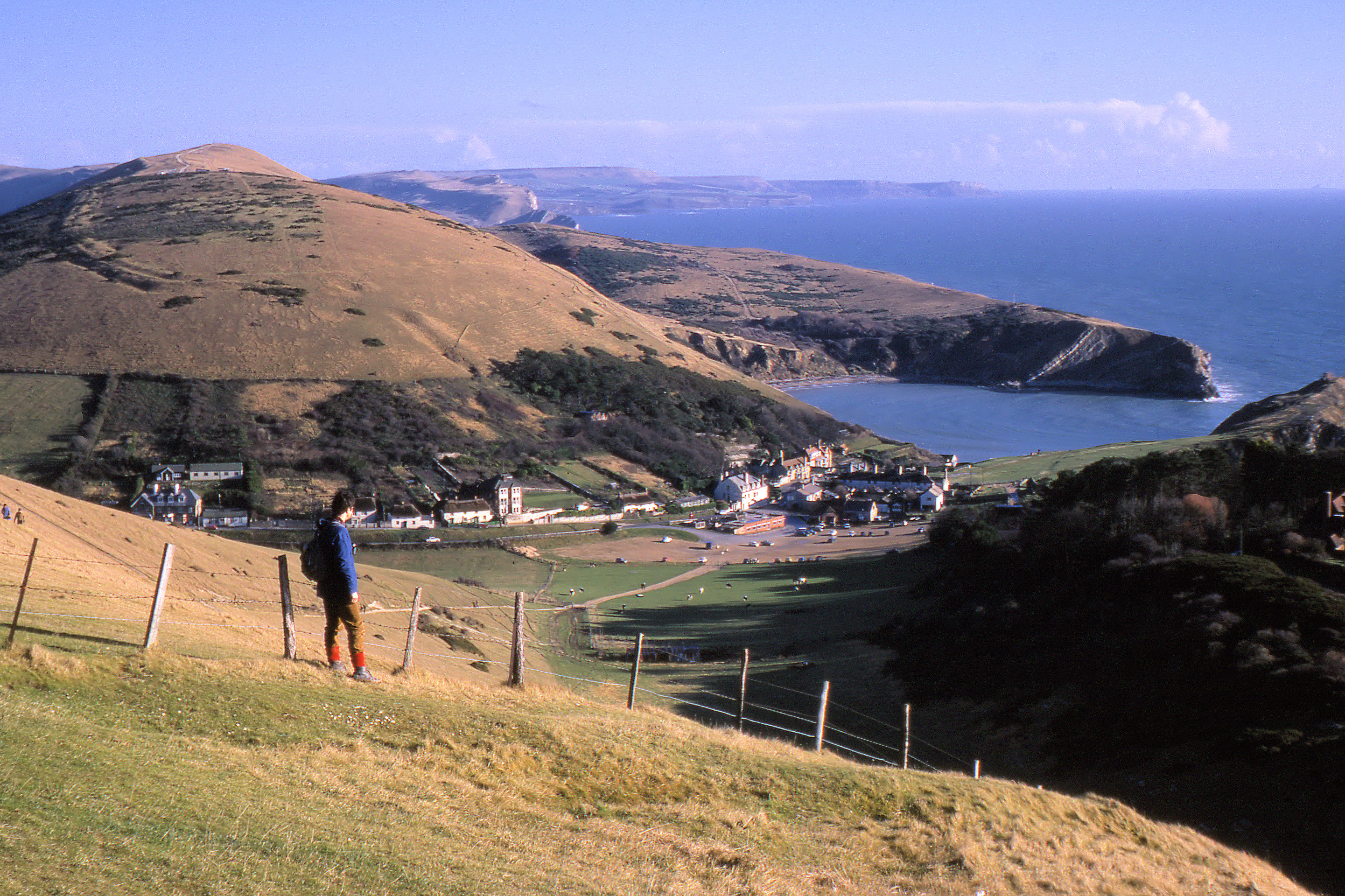
Lulworth Cove.

La côte est constituée de terrain couvrant le Trias, le Jurassique et le Crétacé, à l'exception du Maastrichtien et d'une partie du Campanien, soit une période de près de 180 millions d'années. Les strates les plus anciennes se trouvent à l'ouest, en parcourant la côte vers l'est on peut découvrir des strates de plus en plus récentes.
Le site contient plusieurs cas d'école de formation géologique, une arche naturelle, Durdle Door, des anses tel que celle de Lulworth Cove formé par érosion d'une bande de roche dure puis d'une bande de roche plus tendre parallèle à la mer, des plis, des tombolos et des plages formées par des tempêtes, Chesil Beach par exemple. Plusieurs sites forment de bons exemples de littoral concordant (strates parallèles à la côte), et discordant (strates perpendiculaires). Plusieurs portions de la côte sont aussi sujettes à des éboulements, par exemple celui de 1839 à Lyme Regis. Cette côte est une des plus étudiées au monde, des milliers d'articles scientifiques ont été publiés à son propos depuis la naissance de la géologie et de la paléontologie.
Le point le plus élevé est à Golden Cap, 191 mètres d'altitude.

## Villes et villages
- Swanage
- East Lulworth
- Weymouth
- Île de Portland
- Bridport
- West Bay
- Charmouth
- Chickerell
- Lyme Regis
- Seaton
- Beer
- Exmouth

### Photographies
- Jurassic Coast pool at flickr
- Jurassic Coast gallery at Cotch.net
- Dorset Pictures by Dorset Photographers Roger Lane and Roger Holman
- Pictures of Dorset's World Heritage coastline